# Circuit du Jura
Le Circuit du Jura est une course cycliste française, organisée de 1922 à 1958 dans le Jura en région Bourgogne-Franche-Comté.

## Palmarès
| Année | Vainqueur          | Deuxième         | Troisième           |
| ----- | ------------------ | ---------------- | ------------------- |
| 1922  | Jean Hillarion     | Lucien Rich      | Joseph Normand      |
| 1923  | Claude Deniot      | Louis Krauss     | Marcel Godard       |
| 1924  | Pierre Bachellerie | Joseph Normand   | Claude Deniot       |
| 1925  | Pierre Bachellerie | Paul Filliat     | Henri Reymond       |
| 1926  | Roger Pipoz        | Joseph Normand   | Léon Fichot         |
| 1927  | Roger Pipoz        | Francis Bouillet | Léon Fichot         |
| 1928  | Georges Grillot    | Roger Pipoz      | Léon Fichot         |
| 1929  | Lazare Venot       | Joseph Mauclair  | Jules Gillard       |
| 1930  | Jules Gillard      | Joseph Vuillemin | Henri Coquet        |
| 1931  | Félicien Vervaecke | Joseph Vuillemin | Louis Vincent       |
| 1932  | Giuseppe Soffietti | Raymond Bocquet  | Étienne Baumgartner |
| 1933  | Giuseppe Soffietti | Jules Gillard    | Giovanni Busi       |
| 1934  | Aldo Bertocco      | Joseph Vuillemin | Jules Gillard       |
| 1935  | Joseph Vuillemin   | Giovanni Busi    | Maurice Ruffier     |
| 1936  | Joseph Soffietti   | Giuseppe Cassin  | Joseph Mauclair     |
| 1937  | Eugene Lemonon     | Joseph Vuillemin | Louis Vincent       |
| 1938  | Joseph Kaczmarek   | Louis Vincent    | Paul Rossier        |
| 1939  | Louis Vincent      | Giuseppe Cassin  | Pietro Lorino       |
| 1941  | Roncada            | Georges Martin   | Buffard             |
| 1942  | Jean Macone        | Oreste Bondetti  | Joseph Martini      |
| 1943  | Constant Damiano   | Adolphe Deledda  | Pierre Molinéris    |
| 1945  | Blaise Quaglieri   | Pierre Baratin   | Joseph Soffietti    |
| 1946  | Adolphe Deledda    | Bernard Gauthier | Joseph Dessertine   |
| 1947  | Pierre Baratin     | Hugues Guelpa    | Paul Rossier        |
| 1948  | Adolphe Deledda    | Fernand Vigneron | Poncet              |
| 1949  | Maurice Boissy     | Robert Nicollet  | René Béjoint        |
| 1950  | Roger Bon          | Jean Bulle       | Paul Girard         |
| 1951  | René Ostertag      | Paul Juillard    | Georges Bordiau     |
| 1952  | René Ostertag      | Gaby Faille      | Gilbert Valfrey     |
| 1953  | René Ostertag      | Marcel Fernandez | Jean Bulle          |
| 1958  | René Vallat        | Jacky Meillant   | Roger Jubé          |